# Кенхринес
Кенхринес (kenchrines) – митично чудовище, обитаващо тракийските острови в Егейско море, споменато от Никандър. Наричано още „шарен лъв“ (или „пропъстрен с люспи лъв“), то представлява огромна змия, вероятно с лъвска глава. Кенхринес убива със силна отрова, причиняваща загнивания на кожата, разяждане на ставите и силни стомашни болки или обвивайки и задушавайки жертвата си и изсмуква кръвта ѝ. Напада по пладне, като жертвите му обикновено са пладнуващи овце, оставени без надзор от пастирите си, но е смъртно опасно и за човека.